# Großes Palais (Meiningen)

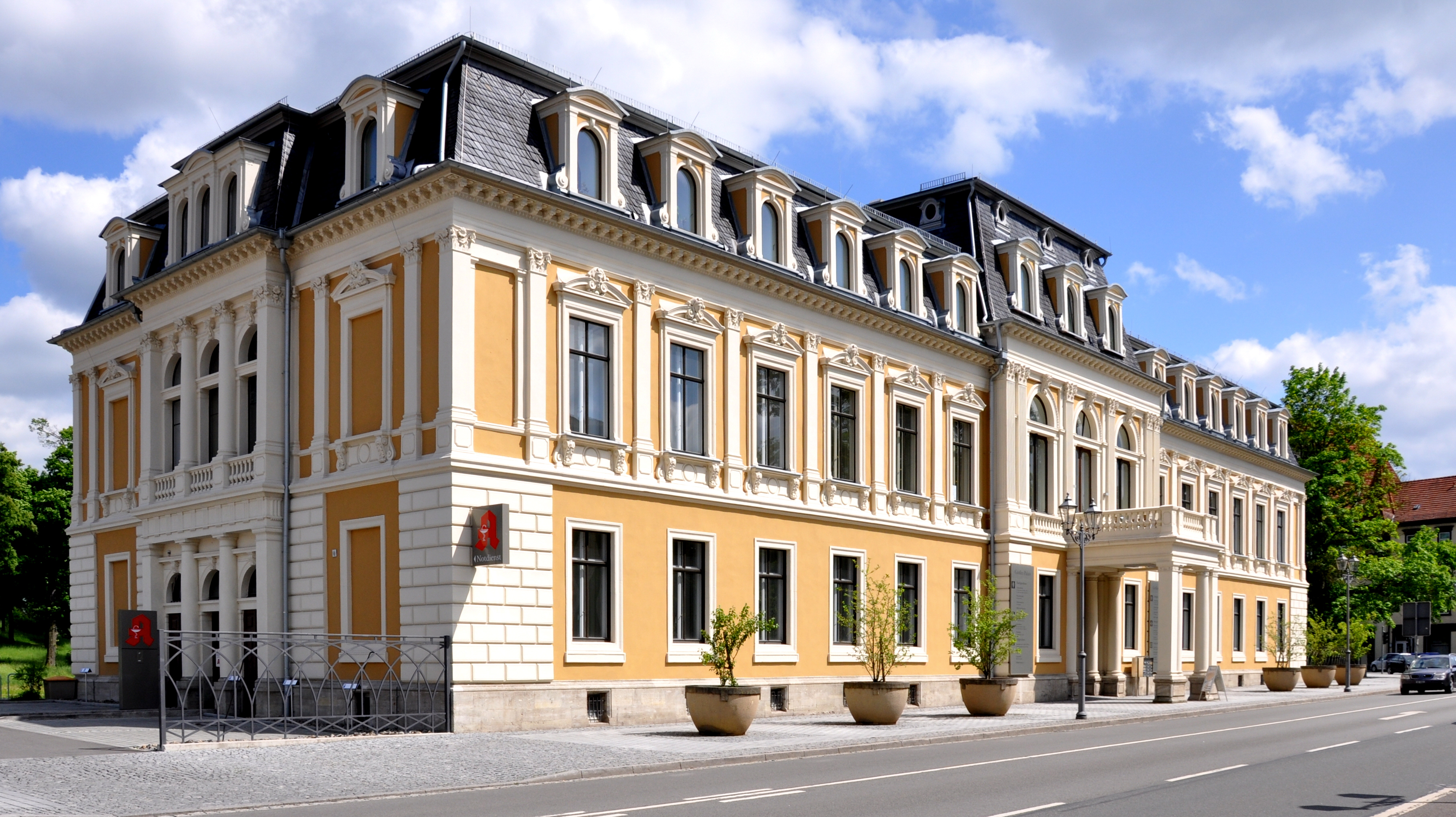
Großes Palais – Straßenseite

Das Große Palais in Meiningen ist ein Palast der Herzöge von Sachsen-Meiningen aus dem 19. Jahrhundert. Es wird auch als „Wittumspalais“ oder „Erbprinzenpalais“ bezeichnet.

## Lage
Das Große Palais befindet sich am Anfang der Bernhardstraße im Stadtzentrum unweit der Altstadt am Rande des Englischen Gartens. Das zeitgleich entstandene Kleine Palais erbaute der Architekt Schaubach schräg gegenüber auf der anderen Straßenseite. Direkt gegenüber steht als gleichwertiges Bauwerk die Villa des bekannten Bankiers Gustav Strupp. Nördlich schließt sich das ehemalige jüdische Kaufhaus an, das heute als Domizil der Neuen Kammerspiele fungiert. Südlich vom Palais steht das 1798 errichtete Hotel Sächsischer Hof.

## Bauwerk
Das Große Palais ist ein dreigeschossiger Bau mit reich gegliederter Fassade im Stil der französischen Neorenaissance. Es besitzt zur Straßenseite einen Mittelrisalit mit einem vorgesetzten Balkon auf Säulen. Im Erdgeschoss befinden sich im Foyer Rustikalisenen und marmorierte Stützsäulen. Von dort führt eine aufwändig gestaltete Treppenanlage in das erste Obergeschoss, wo alle Wände des Treppenhauses mit Pilastern gegliedert sind, die zwei Drittel der Raumhöhe einnehmen und an einem umlaufenden Sims abschließen. Als Fortsetzung der Pilaster bis zur Stuckdecke sind die Wände mit Statuen in Form von Karyatiden und Hermen versehen. Die Decken und Wände nahezu aller Räume besitzen aufwändig gestaltete Stuckaturen, die zur DDR-Zeit mit abgehängten Decken und vorgesetzten Wänden „versteckt“ wurden. Sie stammen aus der Zeit des Umbaus und sind restauriert worden. Das Palais wird heute als Gesundheitszentrum mit Arztpraxen, Apotheke und Therapeuten genutzt. Die Nutzfläche beträgt insgesamt 1630 m². In den großen Räumen der Praxen sind Raum-in-Raum-Systeme mit verglasten Wänden und Decken eingebaut, die einen freien Blick auf die reich verzierten Stuckdecken gewähren.

## Geschichte
Erbaut wurde der Palast von 1821 bis 1823 im klassizistischen Stil vom Architekten Johann Andreas Schaubach als Wittumspalais für die Herzogin Luise Eleonore. 1863 fand ein Umbau und eine Erweiterung unter der Leitung von Oberbaurat Otto Hoppe statt und das Gebäude erhielt seine bis heute bestehende dominante und repräsentative Gestalt im Stil der Neorenaissance. Nach der 1866 erzwungenen Abdankung von Herzog Bernhard II. wurde das Große Palais zu dessen Residenz. 1890 nahm im Palais der Erbprinz und spätere Herzog Bernhard III. seinen Wohnsitz. Auch nach dem Ende des Herzogtums im Jahr 1918 blieb es bis 1945 im Besitz des Herzoghauses Sachsen-Meiningen.
Den Zweiten Weltkrieg überstand das Große Palais unbeschadet. Nach der Enteignung der herzoglichen Güter hatte hier zunächst eine Lehrerbildungsanstalt ihr Domizil. Anschließend zog das Landratsamt Meiningen ein. Diese Funktion erfüllte das Bauwerk, das von 1952 bis 1990 als Rat des Kreises bezeichnet wurde, bis 1999. Nach einigen Jahren Leerstand wurde das Große Palais von 2007 bis 2009 umfassend saniert. Seitdem befindet sich hier ein „Gesundheitszentrum“ mit mehreren Arztpraxen und anderen Gesundheitseinrichtungen.

## Bilder

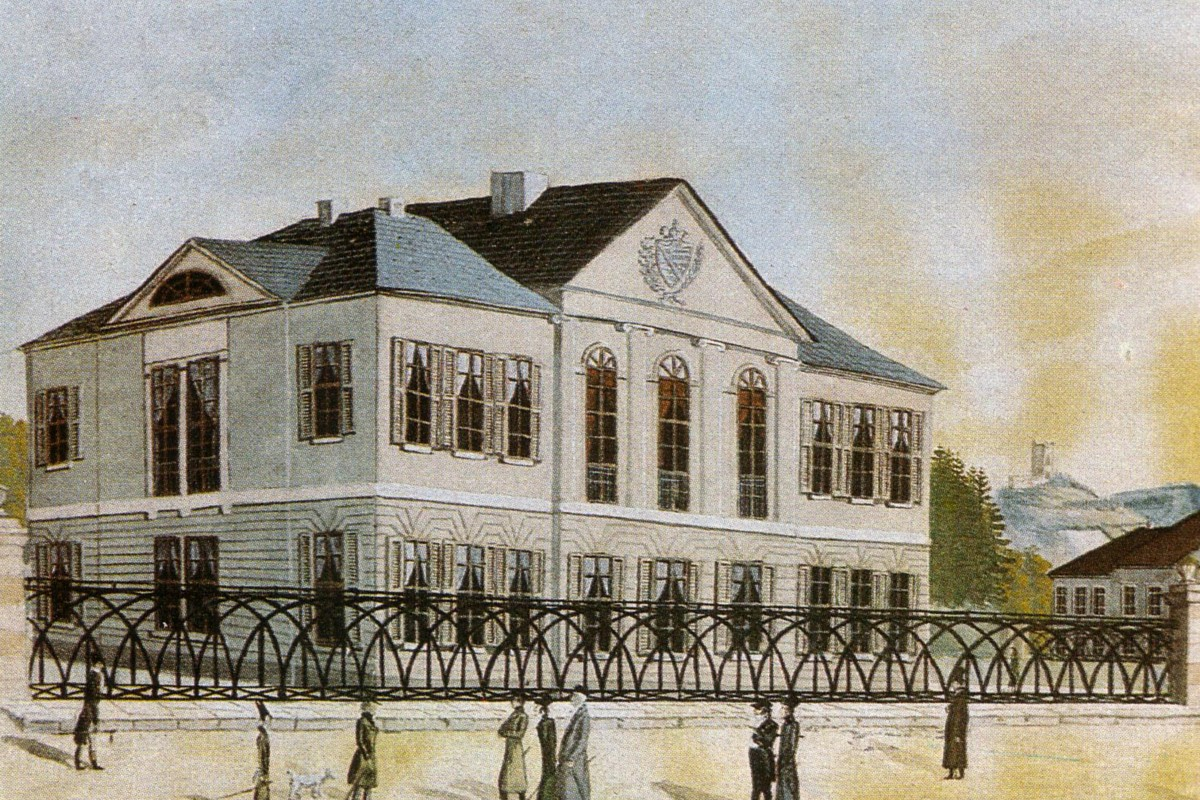
Vor dem Umbau um 1840
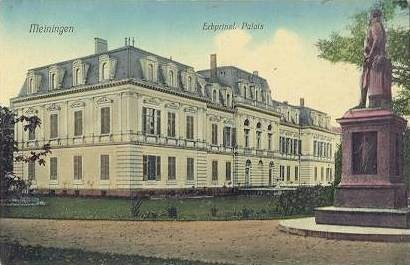
Parkseite 1903
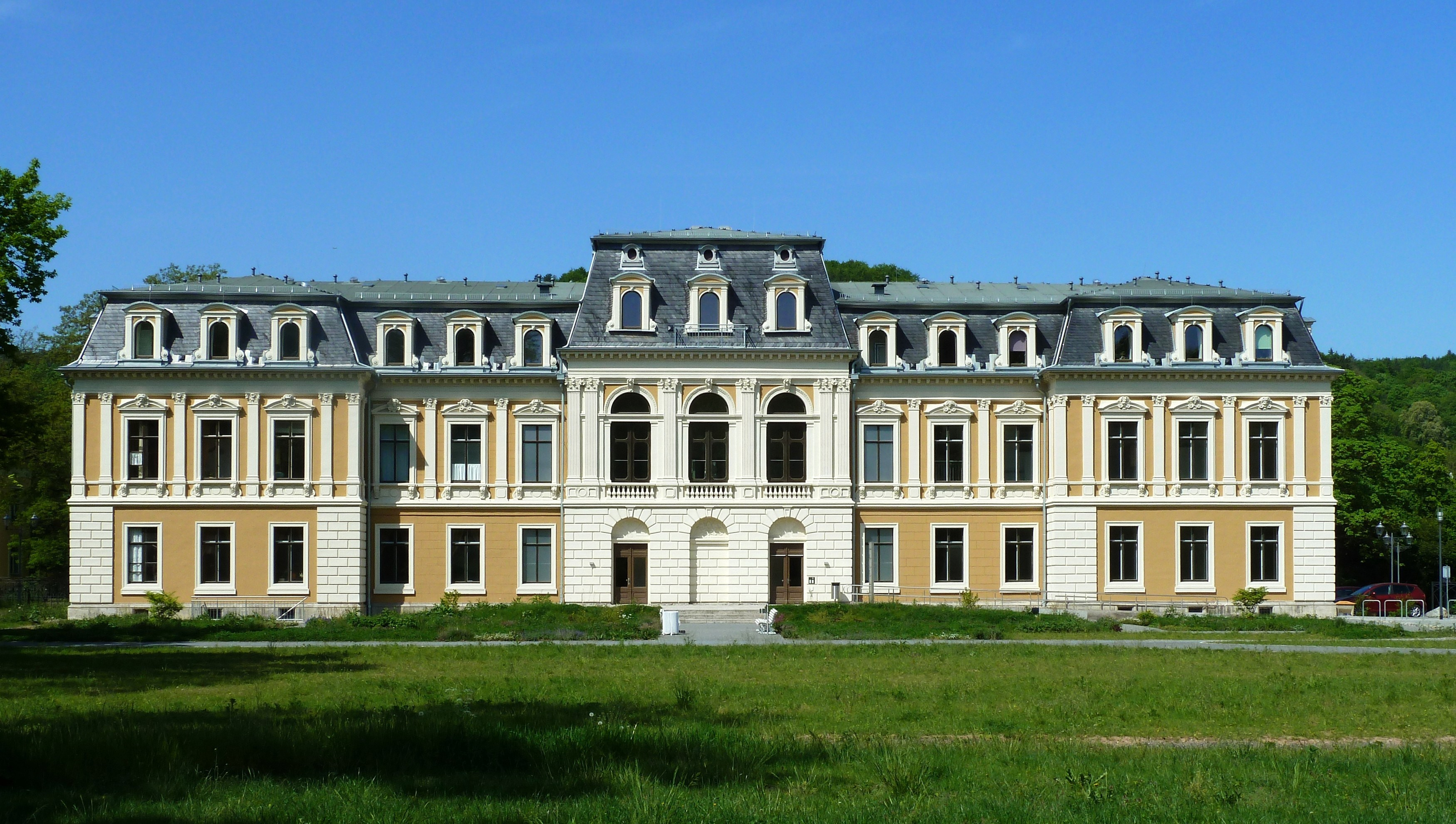
Parkseite 2012
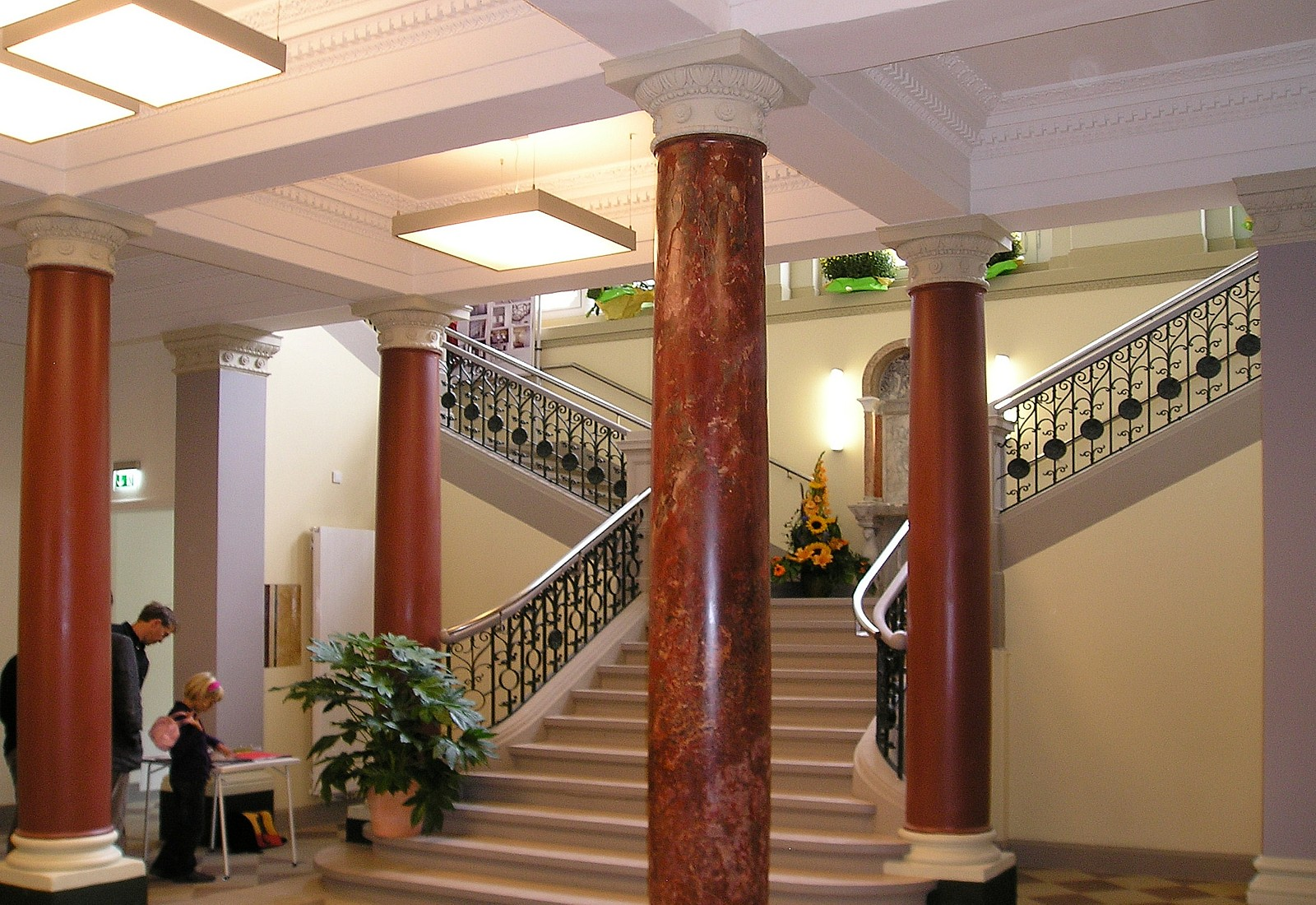
Foyer mit Treppenanlage
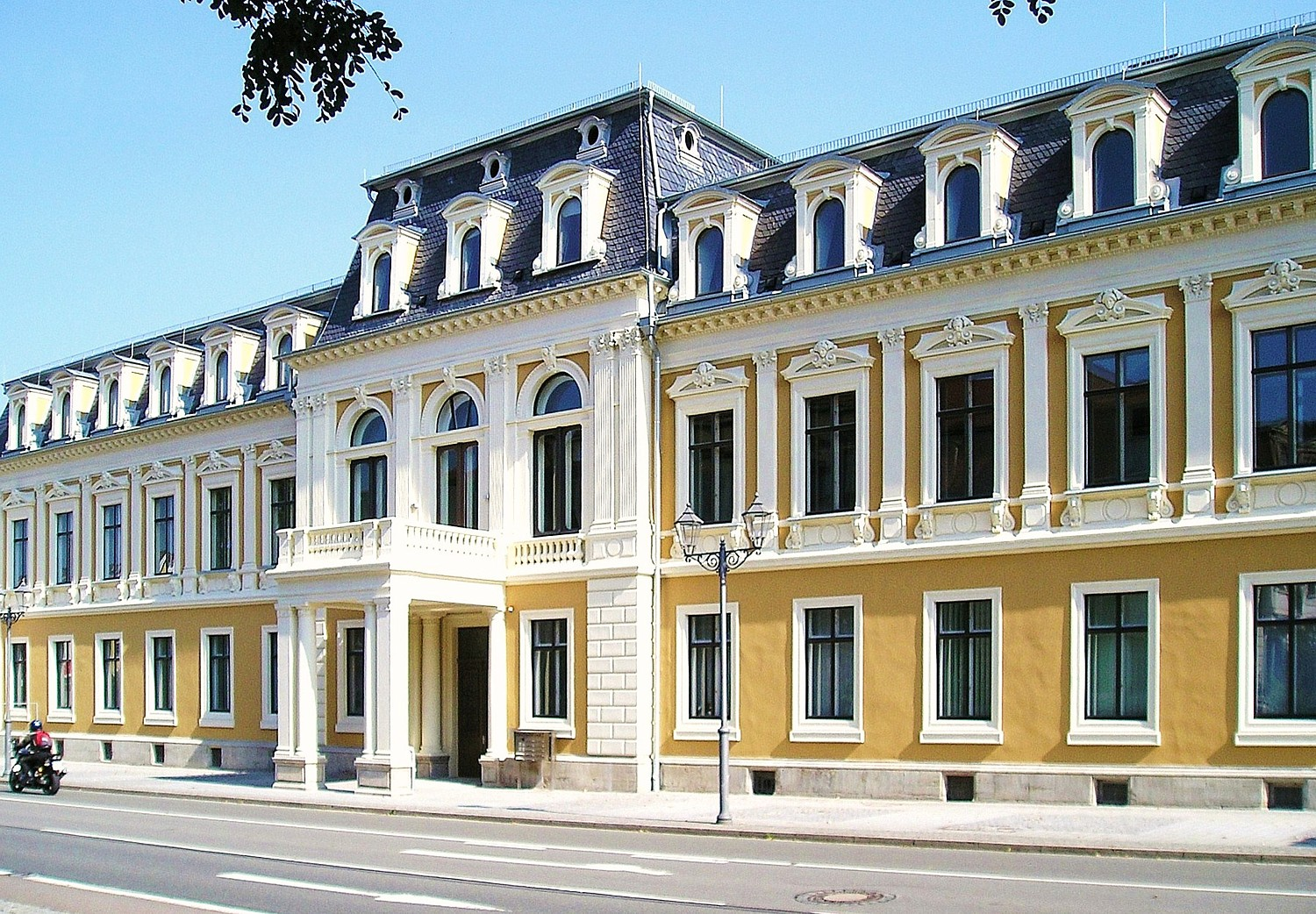
Straßenseite 2009